# Johan Niclas Cramér
Johan Niclas Cramér, född 18 februari 1812 i Visby stadsförsamling, Gotland, död 29 december 1893 i Stockholm, var en svensk skolman och författare.
Cramér, som tillhörde en gotländsk släkt, blev 1830 student vid Uppsala universitet, där han disputerade och blev filosofie magister 1836. Därefter verkade han som skolman i Visby, under åren 1842–1858 som rektor vid högre allmänna läroverket där. Som ledamot av 1843 års skolrevision framträdde han med radikala reformkrav. Sina pedagogiska idéer utformande han vidare i Afskedet från skolan el. 91 theser i läroverksfrågan (1858) och andra skrifter. 
I religiösa frågor intog han även en radikal ståndpunkt. Cramér hade låtit prästviga sig 1842 men kom aldrig att inneha någon prästerlig tjänst och erhöll 1858 begärt avsked från ämbetet. Sin ställning klargjorde han i Afskedet från kyrkan el. en fritänkares strödda anteckningar och betraktelser under läsning af bibeln (1859), en skrift som väckte mycket uppseende. August Strindberg har i Tjänstekvinnans son vittnat om det inflytande skriften hade på honom. 
Bland Cramérs övriga skrifter märks En trosbekännelse (1862) och Samvetsfrågor behandlade i bref (1864–67). Cramér lär ha varit förebilden i Fredrika Bremers Fader och dotter, i vilken några av honom författade tidningsartiklar återges. Från 1866 var han bosatt i Stockholm, där han var verksam som journalist i den liberala pressen. Cramérs efterlämnade papper förvaras i Uppsala universitetsbibliotek.